# دیوان بلخ (نمایشنامه)
دیوانِ بلخ نمایشنامه‌ای دوپرده‌ای از بهرام بیضایی است، نوشتهٔ سالِ ۱۳۴۷، بر اساسِ حکایتِ کهنی به همین نام.

## متن
نمایشنامه نوشتهٔ بهارِ ۱۳۴۷ است. انتشاراتِ امیر کبیر (اسفندِ ۱۳۴۷) نخستین و انتشاراتِ نگاه دوّمین ناشرِ دیوان بلخ بوده است. سالِ ۱۳۸۲ بازنگریستهٔ این نمایشنامه در جلدِ دوّمِ دیوان نمایش منتشر شد.

## نقد و نظر
محمود دولت‌آبادی به یاد آورده که:
شاید سال ۶−۱۳۴۵ بود که بیضایی نمایش‌نامه‌ی دیوان بلخ را در گروه ملی روخوانی کرد. صرف نظر از شگردهای اجرایی‌یی که او نو آورده بود، من شیفته‌ی زبان و بیانِ نمایش‌نامه شده بودم و از شوق در خود نمی‌گنجیدم. در باورِ من یک سعدی دیگر در زبان فارسی متولد شده بود، اما نه لزوماً با آن پیچ‌ها که در نثر سعدی هست، بل کسی که زبانِ نیاکان را امروزی کرده است، آن هم برای صحنه، برای نمایش. بله، چنین بود در نظر من؛ و در پایان روخوانی به او گفتم و تبریک گفتم پدید آمدن هنرمندی نواندیشِ کهن‌شناس را!
قاسم هاشمی‌نژاد شخصیت‌پردازیِ نمایشنامه را تنک‌مایه می‌دانست. وی همچنین به تأثّرِ بیضایی از برتولت برشت اشاره کرده است: ««دیوان بلخ» از «تآتر هوشمندانه» برشت، از «تآتر آموزندهٔ» برشت و از «تآتر متعهد» برشت بهره‌ها برده است . . . .»
حمید امجد دیوان بلخ را «مروری نمادین بر تجربه‌ی تاریخیِ شکستِ نهضتِ ملّی» دانسته.

## به زبان‌های دیگر
محمّد آلتونجی دیوان بلخ را به عربی ترجمه و با نام محكمة العدل في بلخ منتشر کرده است.

## نمایش
بیضایی دیوان بلخ را به نمایش درنیاورده است. سالِ ۱۳۴۷ قرار بود گروهِ هنرِ ملّی این نمایشنامه را به کارگردانیِ عبّاس جوانمرد برای جشنِ هنرِ شیراز آماده کند، ولی به خاطرِ صرفه‌جویی در هزینهٔ تولید پیشنهاد شد هشتمین سفر سندبادِ بیضایی یا سگی در خرمن‌جای نصرت‌الله نویدی جایگزین شود – که سرانجام هیچ کدام نشد. در زمستانِ ۱۳۵۰ نیز جوانمرد از تمرینِ این نمایش برای اجرا در فروردینِ ۱۳۵۱ خبر داد، ولی این کوشش نیز نافرجام ماند. رضا کرم رضایی گفته که کمبودِ بازیگر سببِ تعطیلِ تمرین‌های دیوان بلخ شد.

## نمایشنامه‌های دیگر
مهدی امیر شریفی در اوایلِ دههٔ ۱۳۲۰ یک کمدیِ اقتباسی به نامِ دیوان بلخ داشته است که به نمایش نیز درآمده بوده است. محمّدعلی افراشته نیز حوالیِ ۱۳۳۰ «تعزیه‌ی دیوان بلخ» را با همکاریِ خسرو پیله‌ور در روزنامهٔ چلنگر منتشر کرده بود.